# Sixten Palm
Alrik Sixten Bernhard Palm, född 17 september 1909 i Malmö (Sankt Johannes), död där 25 december 1988, var en svensk journalist, politiker och riksdagsman.
Palm var under hela sin livsgärning anställd inom Sydsvenska Dagbladet Snällposten. I dag SDS-koncernen. I samband med starten av utgivningen av Kvällsposten var han under några år politisk redaktör där. Under sina sista verksamhetsår var han ställföreträdande chefredaktör på Sydsvenskan. Som riksdagsman var han ledamot av andra kammaren 1961–1964. Han var också stadsfullmäktigeledamot från 1952.